# Воскресеновка (Рязанская область)
Воскресеновка — деревня в Спасском районе Рязанской области. Входит в Выжелесское сельское поселение

## География
Находится в центральной части Рязанской области на расстоянии приблизительно 30 км на восток-северо-восток по прямой от районного центра города Спасск-Рязанский.

## История
Отмечалась еще на карте 1840 года как поселение с 25 дворами. На карте 1850 года показано как поселение с 34 дворами. В 1859 году здесь (тогда деревня Спасского уезда Рязанской губернии) было учтено 33 двора, в 1897 — 25.

## Население
Численность населения: 255 человек (1859 год), 285 (1897), 10 в 2002 году (русские 100 %), 5 в 2010.